# Dębiec (Poznań)
Dębiec (gwarowo Dymbiec, niem. Dembsen) – część miasta Poznania a zarazem jednostka obszarowa Systemu Informacji Miejskiej (SIM), położona w dwóch jednostkach pomocniczych Osiedle Zielony Dębiec i Świerczewo.
Została ona przyłączona do Poznania w 1925 r.

## Granice
Wedle Systemu Informacji Miejskiej Dębiec jako jednostka obszarowa mieści się w granicach:
- od wschodu: ulicą Dolna Wilda;
- od południa: granicą Poznania;
- od zachodu: torami kolejowymi, następnie na tyłach posesji na ulicy Cieszyńskiej, Jarzębowej, strumieniem Górczynka, do ulicy Góreckiej i dalej ulicą Górecką do przejazdu kolejowo-drogowego
- od północy: torami kolejowymi[5] (historycznie Dębiec sięga aż po obecną ulicę Wspólną)[6].

Jej integralną częścią jest tzw. Klin Dębiecki.

## Historia

### Przed naszą erą
W roku 1930 prof. Józef Kostrzewski natrafił na osadę z czasów kultury ceramiki wstęgowej kłutej, która znajdowała się na terenie Dębca. Była ona umiejscowiona na zboczu Warty, na wschód od obecnej ul. Dolna Wilda. Odkryto wtedy fragmenty glinianych naczyń oraz wyroby krzemienne. Dalsze badania w roku 1931, w których uczestniczył również Rudolf Jamka, odsłoniły wówczas ziemiankę, w której znaleziono pozostałości węgla drzewnego, kości zwierząt oraz kamienne i krzemienne narzędzia.
Również w roku 1931 natrafiono na drugą osadę, którą odkryto w czasie prac ziemnych, odbywających się na terenie obecnych wodociągów. Wyeksplorowano wtedy trzy jamy i studnię o głębokości ok. 2,70 m, znajdując przedmioty codziennego użytku (gliniany kubek, łyżkę, miskę i talerze), muszle i kamienne narzędzia.
Na Dębcu, blisko granicy z Luboniem odkryto również dwie osady i zniszczone cmentarzysko z późnej epoki brązu i wczesnej epoki żelaza, datowane na lata 800–650 p.n.e.
Z okresu lateńskiego możemy wyróżnić dwa cmentarzyska. Jedno z nich znajdowało się po obu granicach Dębca i Wildy. W nim znaleziono gliniane kosze wraz z ludzkimi kośćmi, resztki naczyń i spaloną ziemię. Drugie miejsce pochówków leżało na terenie Dębiny. Natrafiono tam na ślady chaty z resztkami paleniska, wiele naczyń i skorup rozbitych garnków.
Z lat 125 p.n.e.–15 n.e. pozostały na Dębcu dwie osady, które znajdowały się przy obecnym skrzyżowaniu ulic Czechosłowackiej i Dolna Wilda. W pierwszej z nich znaleziono pozostałości chat, skorupy gliniane, części naczyń, kawałki noża żelaznego, spalone kości zwierzęce i fragmenty rogów. W drugiej osadzie natrafiono jedynie na jamę, której przypisano cechy ziemianki.

### Średniowiecze
Na terenie dzisiejszego cmentarza Bożego Ciała, w 1959 roku dwaj uczniowie odnaleźli pozostałości osady z lat 950–1250. Wykopano tam prażnicę – gliniane urządzenie służące do prażenia ziaren.
W roku 1910 Erich Blume znalazł pozostałości innej osady. Wydobyte wtedy dwie czaszki wzbudziły wśród archeologów kontrowersje, gdyż nie mogły one pochodzić z czasów średniowiecza ani nowożytnych. Ostatecznie te dwa obiekty z powrotem zakopano.
Kolejnym miejscem znalezisk jest bardziej znane stanowisko średniowieczne z Dębca. Odkryto je w 1874 roku w czasie kopania fundamentów pod filary mostu. Z dokumentów wynika, że natrafiono wtedy na 11 monet, dwa kolczyki i fragment innego srebrnego przedmiotu.
W 1932 roku znaleziono kolejną osadę-cmentarzysko, której odkrywcą był p. Brukowicki. Wśród znalezisk wyróżnić możemy: ludzką czaszkę i skorupy naczyń.
Znaleziska z XIV/XV wieku odkryto podczas prac ziemnych w 1913 roku w starej odnodze Warty. Były to pale rozproszone na dużej przestrzeni, które miały grubość 15–25 cm. Znaleziono tam również bruk kamienny i późnośredniowieczne naczynia.

### Czasy nowożytne

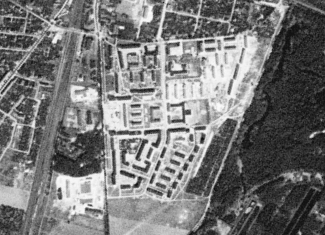
Osiedla Dębca w trakcie budowy - zdjęcie satelitarne z 23 sierpnia 1965 r.

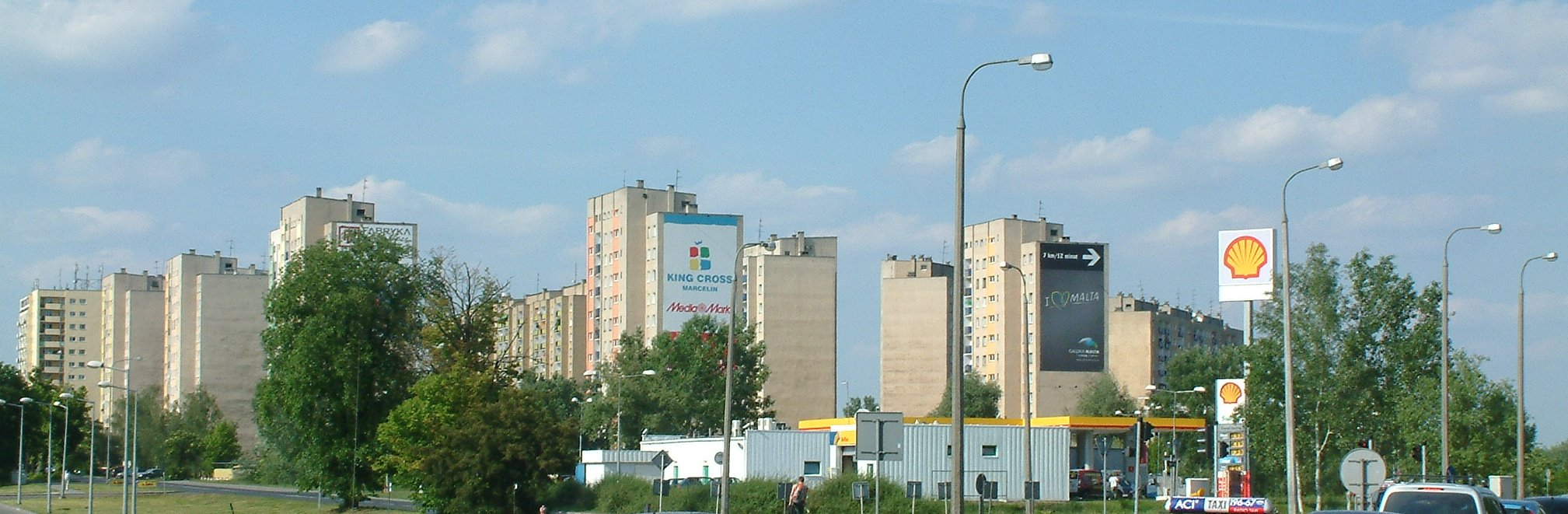
Osiedle Dębina

Początki powstania Dębca datuje się na XVII/XVIII wiek], kiedy to w 1700 roku Michał Czenpiński wziął w dzierżawę północne tereny dawnego Lubonia. Następnie wybudował tam folwark zwany Dębczenem, Dąbczynem, lub Dębcem. Właściciel ziem sprowadził do folwarku chłopów polskich, a także rolników z Bambergu.
Bamberczycy dzięki pracowitości w szybkim czasie zbudowali tam parterowe, pokryte gontem chaty, oraz drewniane zabudowania gospodarcze. Porozsiewali pola, które ciągnęły się na zachód w stronę Świerczewa i na wschód sięgając Dębiny oraz Warty. W 1819 Dębiec liczył 175 mieszkańców.
W roku 1876 wielki pożar pochłonął większą część zabudowań dębieckich. Wkrótce po tym fakcie potomkowie osadników bamberskich zbudowali nowe, murowane budynki, które przetrwały do dziś.
Wiek XIX dla Dębca odznacza się zakładaniem torów kolejowych. Pierwsza linia prowadziła do Wrocławia, druga natomiast do Kluczborka. W tym czasie zbudowano również dom gminny, kuźnię i szkołę powszechną. Przed 1918 powstała też Kolonia robotników kolejowych.
W 1925 roku Dębiec oficjalnie został przyłączony do Poznania. Dzięki temu gospodarstwa domowe zyskały gaz, prąd elektryczny i kanalizację. Również przedłużono wtedy linię tramwajową i pobudowano wiele okazałych domów.
Lata 30. XX wieku były czasami, gdy na Dębcu wybudowano kościół pod wezwaniem Świętej Trójcy przy ul. Czechosłowackiej, oraz nową szkołę pomiędzy drogą do Lubonia a Dębiną.
Zaraz po II wojnie światowej Zakłady im. Hipolita Cegielskiego zdecydowały wybudować na terenie Dębca duże osiedle mieszkaniowe dla swoich pracowników. Zaprojektowano je w pracowni Zakładu Osiedli Robotniczych Jana Cieślińskiego (do 1951), a potem w Miastoprojekcie. Zrealizowano je w latach 1948–1967 dla 4900 rodzin i był to częściowo przykład stylu socrealistycznego w Poznaniu. Realizacja trwała około 20 lat, co sprawia, że osiedle (73 bloki) nie ma jednorodnego charakteru. Stosowano tu po raz pierwszy w mieście nowe technologie, rezygnując z ręcznego noszenia cegieł przez tzw. koźlarzy na rzecz pochylni, wielokrążków i wind elektrycznych. Po raz pierwszy w Poznaniu zbudowano tu 11-piętrowy budynek mieszkalny o konstrukcji żelbetowej z windami osobowymi (ul. św. Szczepana 5).
Architekci związani z tym projektem to m.in.: Mirosława Dworzańska z zespołem (urbanistyka), Henryk Błaszkiewicz, czy Henryk Kara.
Kolejnym etapem były plany budowy wielkich osiedli, które zostały częściowo zaniechane z powodu braku pieniędzy i materiałów budowlanych. Punktem kulminacyjnym tego przedsięwzięcia była budowa os. Dębina. W 2019, przy ul. Dolna Wilda, oddano do użytku park Bambrów Poznańskich o powierzchni 2,6 hektara.

## Powierzchnia i ludność

### Statystyki
- Liczba ludności: 13777[11]

### Bambrzy

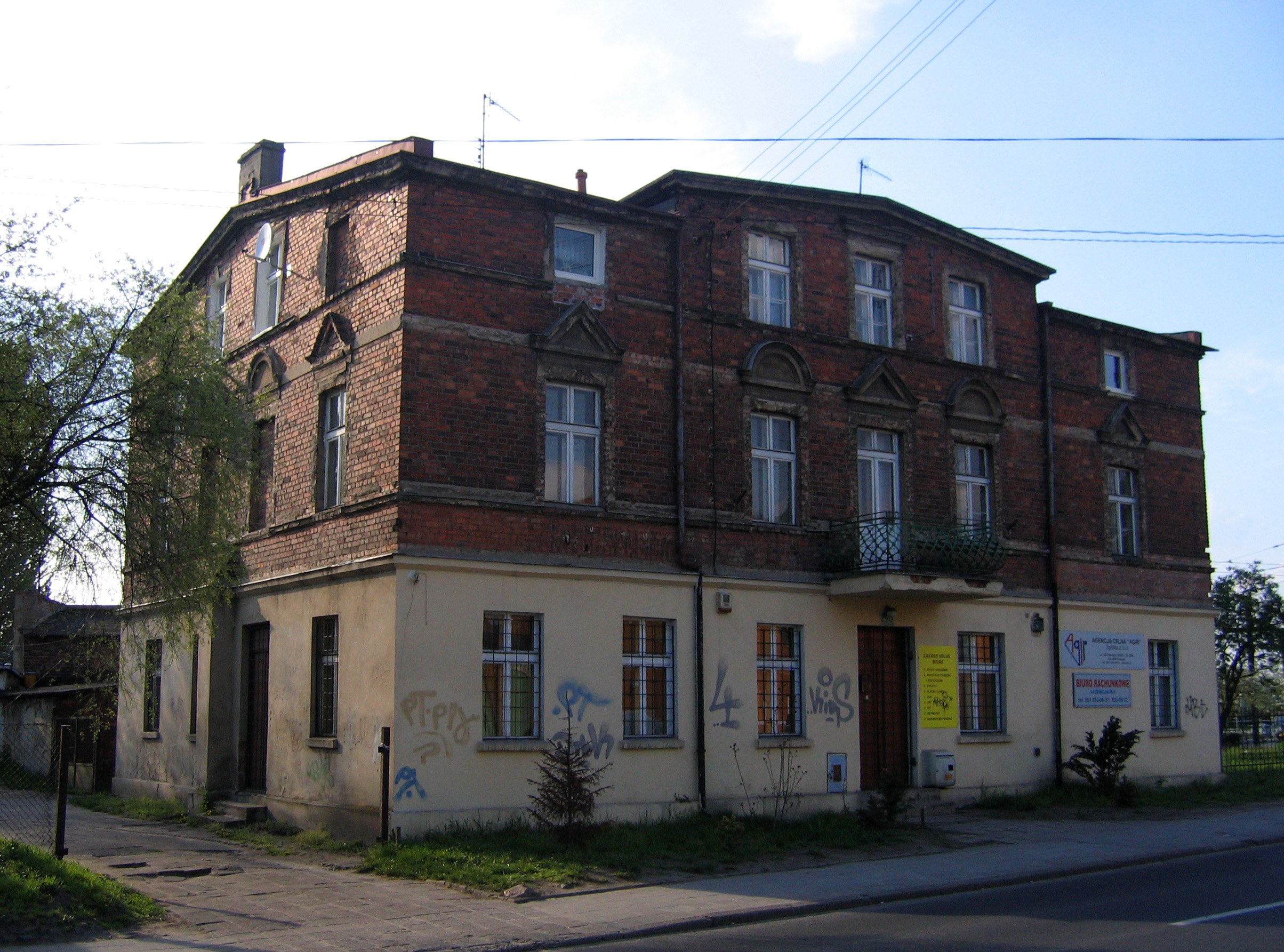
Dom Trittów

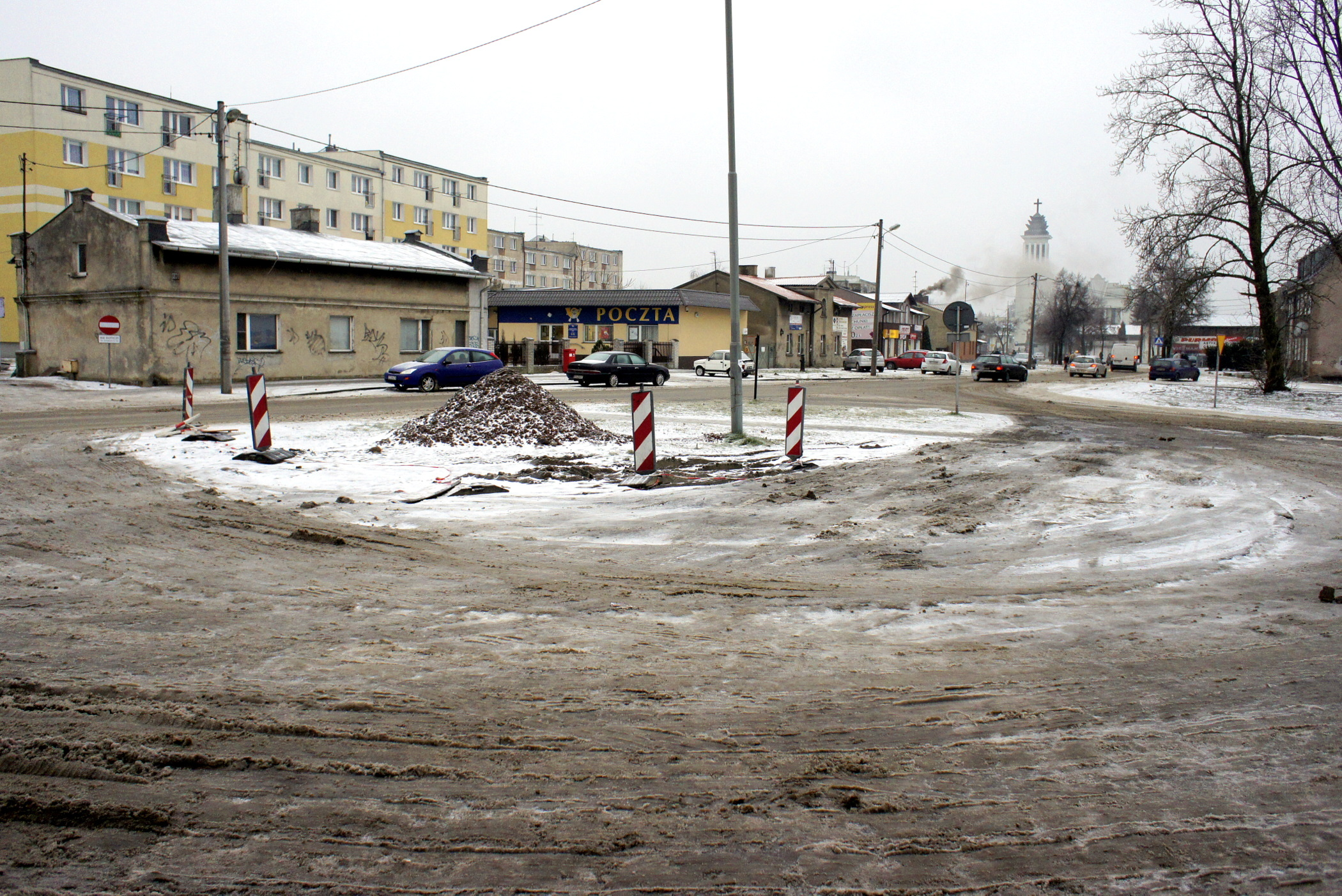
Domy bamberskie przy ul. 28 czerwca 1956 r. W tle – zabudowa współczesna

Trwałe osiedle Bambrów na Dębcu powstało ok. 1730 roku, a kontrakt pomiędzy nimi a Poznaniem został podpisany już 15 września 1737 r. Odbyło się to, gdy wieś była już przez nich zamieszkana. Asymilacja Bambrów odbywała się za pomocą wspólnej parafii i szkoły, oraz dzięki zawieranym małżeństwom z Polakami. Był to proces świadomy i akceptowany.
Spokojne życie mieszkańców Dębca zostało przerwane w czasie żniw, gdy w 1876 roku powstał wielki pożar. Ogień pozbawił rolników zabudowań, zebranych plonów i większości zwierząt hodowlanych. Odbudowa wsi rozpoczęła się od wzniesienia nowych, murowanych domów, krytych dachówką, lub papą, ustawionych wzdłuż drogi, z wejściem od strony podwórza. Budynki te składały się z trzech lub czterech pokoi, kuchni i korytarza. Przy nich zawsze znajdowały się pomieszczenia gospodarcze szopy, chlewy, kurniki i stodoła.
W roku 1856 na terenach uprawnych Bambrów Towarzystwo Kolei Górnośląskiej wybudowało linię kolejową z Poznania w kierunku Wrocławia. Część pól wielu właścicieli została podzielona co utrudniało pracę i organizację. Mimo że ziemie te zostały wykupione przez Królewską Dyrekcję Kolei w Berlinie, to ilość pieniędzy nie była wystarczająca, żeby pokryć straty rolników.
W połowie XIX wieku na Dębcu mieszkało już niewielu gospodarzy noszących nazwiska pierwszych osadników z 1730 roku. Było to spowodowane małżeństwami z autochtoniczną ludnością i przeprowadzkami.
Kilka dawnych domów bamberskich zachowało się po dziś dzień. Głównie przy ulicy 28 Czerwca 1956 (dawniej ul. Dębieckiej). Wyróżnić można tu trzykondygnacyjny dom Trittów z czerwonej cegły wybudowany w latach 1879–1885; dawny dom rodziny Paetzów, dwupiętrowy, zbudowany na początku XX wieku; dom mieszkalny i pomieszczenia gospodarcze Kosickich; piętrowy i prostokątny dom rodziny Krychów; dom rodziny Walterów częściowo parterowy, częściowo piętrowy z figurką św. Wawrzyńca we wnęce elewacji frontowej. Wszystkie istniejące domy bamberskie posiadały jeszcze w roku 1995 stare budynki gospodarcze, które w następnych latach zostały wyburzone.

## Edukacja
- Szkoła Aspirantów PSP; ul. Czechosłowacka 27
- Zespół Szkół Licealno-Technicznych w Poznaniu (Technikum nr 19  im. Marszałka Józefa Piłsudskiego), ul. 28 Czerwca 1956 r. 352/360
- Szkoła Podstawowa nr 21 im. Filipiny Płaskowickiej, ul. Łozowa 77
- Szkoła Podstawowa nr 84 im. Tadeusza Kościuszki, ul. św. Szczepana 3, ul. Łozowa 53
- Przedszkole nr 22 Chatka Puchatka, ul. Orzechowa 2b
- Przedszkole nr 43 im. Krasnala Hałabały, ul. Wiązowa 5
- Przedszkole nr 65 Wiolinek, ul. Czechosłowacka 29
- Przedszkole nr 81 im. Skrzata Borodzieja, ul. Limbowa 2
- Przedszkole nr 112 Mali Przyrodnicy, ul. Osinowa 14A
- Przedszkole nr 188 Dębowe Ludki, ul. Błogosławionej Poznańskiej Piątki 4
- Poznański Zespół Żłobków Żłobek Żurawinka, ul. Żurawinowa 5/7

## Ważne miejsca
- Park Dębina
- Dworzec kolejowy
- Cmentarz Bożego Ciała (współcześnie w rejonie Wildy)
- Cmentarz przy ul. Samotnej (obecnie w rejonie Świerczewa)
- Kościół św. Trójcy
- Szkoła Aspirantów Państwowej Straży Pożarnej
- Miejsce po zburzonym starym stadionie piłkarskim Lecha Poznań
- Kolonia willowa – pl. Lipowy (współcześnie jest to rejon Wildy)
- Osiedla dębieckie (do 1945)
- Fort IXa Twierdzy Poznań

## Komunikacja z Dębca
Na Dębcu znajduje się pętla tramwajowa dla linii: 2 (kierunek: Ogrody), 9 (kierunek: Piątkowska), 10 (kierunek: Błażeja) i 19 (kierunek: Połabska) oraz pętle autobusowe, znajdujące się w następujących miejscach:
- ul. Opolska – „Dębiec PKM” (175, 179, 213, 611, 614, 701)
- ul. 28 Czerwca 1956 – „Dębiec PKM” (149, 602, 610, 651)
- os. Dębina – „os. Dębina” (171, 176, 215, 602, 603, 610, 651).

Przez Dębiec przebiegają trasy dla linii: 149, 171, 175, 176, 179, 213, 215, 602, 603, 610, 611, 614, 651, 701.